# Retrato de Armand Jean Le Bouthillier de Rancé
El Retrato de Armand Jean Le Bouthillier de Rancé, abad de La Trapa, es uno de los más famosos retratos de Hyacinthe Rigaud, pintado entre 1696 y 1697, y cuya historia nos ha llegado principalmente gracias al relato de Louis de Rouvroy, duque de Saint-Simon, en sus Memorias.

## Génesis
Tan sabrosa como precisa y detallada, la preciosa narración de la génesis del retrato del abad de La Trapa, de Rigaud, legada por el duque de Saint-Simon, arroja luz sobre el nacimiento de una obra y el talento de un artista. 
Desde la primavera de 1696, quiso obtener un retrato del abad, quien siempre se había negado, según confirma d'Argenville: «Algunas personas, incluyendo al duque de Saint-Simon, estaban ansiosas por tener el retrato de Mr. Rancé desde que se retiró a la Trapa y vivía en el más completo alejamiento de las cosas del mundo. Requerido varias veces para dejarse retratar, el piadoso solitario se había negado a ello constantemente […]».
El duque usó, pues, una artimaña que consistía en visitar al modelo en compañía del pintor disfrazado de extranjero, con el fin de que el artista memorizase los rasgos del abad para, seguidamente, plasmarlos sobre la tela unas horas más tarde. Esta puesta en escena era lo suficientemente original como para que Saint-Simon insistiera en el hecho de que era algo extraordinario, que a Rigaud le resultase muy cansado y que este solicitara varias entrevistas con el fin de perfeccionar su captación secreta del rostro. 
El duque da cuenta, por otra parte, de que la incapacidad del pintor de expresarse correctamente (recuérdese que era tartamudo) fue de alguna utilidad: «Su dificultad para hablar fue una excusa para no intervenir apenas en la conversación».
Obviamente, el ejemplar original pagado por el duque no fue el que legó a la abadía de La Trapa, en el cual todavía se puede ver la cara, pintada en un lienzo separado que se fijó después en uno más grande: «Entregué a La Trapa la copia grande, una pequeña y dos reducidas, es decir, el busto, a Monsieur de St. Louis y a Monsieur Maisne».
El resto de la composición, según confirma el famoso cronista, fue realizado a lápiz al día siguiente de la tercera cita; el abad de Maisne posó, vestido para la ocasión, en el escritorio de Rancé para que Rigaud pudiese dibujar la pose. Aunque Saint-Simon había aceptado a regañadientes que Rigaud hiciese una réplica para su estudio, el artista faltó a su palabra y de inmediato hizo dos. Además, también parece que las diferentes copias que se hicieron después proporcionaron al catalán casi 25.000 libras.
En sus Causeries d’un curieux («Charlas de un curioso»), Feuillet de Conches cita una carta del abad de Maisne que atestigua la reputación del retrato acabado:

«Me sorprende tanto como a usted, señor, que todavía no tengamos un retrato grabado de N. P., habiendo tantas copias al óleo. Tal vez usted no sepa a quién debemos el primer original. […] El pintor es Rigault, el hombre más hábil que tenemos hoy en día, sobre todo en el retrato».

Los libros de contabilidad nos dicen que la pintura se pagó en 900 libras en 1697, es decir, 300 escudos en lugar de los 1.000 escudos solicitados por Hyacinthe Rigaud y aceptados por Saint-Simon, «l’illustre abbé de l'Attrappe, de Rancé» («el ilustre abad de l’Attrappe [sic], de Rancé»).